# Schlacht von Arsuf
Philomelion – Iconium – Akkon – Arsuf – Jaffa
Die Schlacht von Arsuf war eine Schlacht zur Zeit des Dritten Kreuzzugs, bei der die Streitkräfte unter Richard Löwenherz jene unter Saladin in der Nähe des Ortes Arsuf besiegten.

## Vorgeschichte
Nach der Eroberung Akkons im Juli 1191 hatte Richard das Oberkommando über das vereinigte Heer des Dritten Kreuzzugs erlangt. Hauptziel des Kreuzzugs war es, Jerusalem zurückzuerobern, das seit der Belagerung von Jerusalem 1187 von Saladin verwaltet wurde. Richard wusste, dass er zur Sicherung seines Nachschubs die Kontrolle über den Hafen von Jaffa benötigte, bevor sein Heer einen Angriff auf Jerusalem wagen könnte. Am 22. August 1191 marschierte es in geordneter Formation von Akkon südlich entlang der Küste. Seine Flotte hielt dichten Kontakt zum Heer und stellte dessen Versorgung sicher. Saladins Hauptheer folgte ihm in sicherer Entfernung, während seine berittenen Bogenschützen die Kreuzfahrer immer wieder in kleinere Scharmützel verwickelten.

## Verlauf der Schlacht
Am 7. September 1191 stellte sich Saladins Heer nördlich von Jaffa bei Arsuf auf zuvor sorgfältig ausgewähltem Gelände dem Kreuzfahrerheer zur Schlacht. Der Weg der Kreuzfahrer nach Jaffa war bei Arsuf nach Westen vom Mittelmeer und nach Osten von einem Waldstück begrenzt, in dem sich Saladins Streitmacht nun versteckt hielt, um den vorbeimarschierenden Kreuzfahrern möglichst in den Rücken zu fallen. Richard rechnete mit einem Angriff Saladins und hatte seine Armee sorgfältig aufgestellt: Die Tempelritter bildeten die Vorhut. Hinter ihnen folgte Richards Kontingent aus Bretonen, Angevinen, Poitevinen, Normannen und Engländern. Allem Anschein nach befehligte König Guido von Lusignan die Poitevinen sowie das Kontingent der Kreuzfahrerstaaten. Dahinter folgten Flamen unter Jakob von Avesnes und das französische Kontingent unter Hugo von Burgund, der Johanniterorden bildete die Nachhut. Alle Abteilungen verfügten sowohl über Infanterie als auch über Kavallerie; erstere marschierte auf der dem Land, letztere auf der dem Mittelmeer zugewandten Seite. Die Kreuzfahrer marschierten Richtung Süden, der Angriff Saladins erfolgte aus nordöstlicher Richtung.
Die genaue Zusammensetzung des Heeres Saladins ist nicht überliefert, der Chronist Ambroise erwähnt aber in seiner Estoire de la guerre sainte, dass die Infanterie aus Sudanesen und Beduinen bestand, die leichte Kavallerie aus Syrern und Turkmenen und die schwere Kavallerie unter anderem aus Mamelucken.
Saladin versuchte, die schwer gepanzerten Ritter mit seinen berittenen Bogenschützen zu einem riskanten Gegenangriff zu locken, damit sie, ungeordnet und von der Infanterie getrennt, leichter ausgeschaltet werden könnten. Richard ließ seine Lanzenträger in vorderster Reihe einen Wall aus Lanzen bilden und dazwischen seine Armbrustschützen den Beschuss erwidern. Er hielt seine Reiterei dahinter zurück und verbot dieser anzugreifen, bevor er das Zeichen dazu gegeben habe. Richard beabsichtigte, erst das gesamte sarazenische Heer im Nahkampf binden zu lassen, und anschließend seiner schweren Kavallerie eine Attacke zu befehlen, die vernichtend sein sollte. Die Bogenschützen der Sarazenen konnten den gut gepanzerten europäischen Soldaten kaum Schaden zufügen, richteten aber erheblichen Schaden unter den Pferden der Johanniter an. Noch bevor Richard das Zeichen dazu gab, brachen diese schließlich durch die Reihen der eigenen Infanterie los und starteten einen Gegenangriff auf die rechte Seite von Saladins Heer. Richard hatte nun keine Wahl mehr und befahl einen Großangriff. Auf gesamter Front brach nun seine Reiterei in geschlossener Linie hervor. Die sarazenische Reiterei konnte den schwer gepanzerten Rittern nicht standhalten. Die Johanniter fügten ihren Feinden schwere Verluste zu, und auch die Franzosen rechts daneben töteten viele. Richards Kontingent aus Bretonen, Angevinen, Poitevinen, Normannen und Engländern sowie die Tempelritter bekamen hingegen nur wenige der schnell zurückweichenden Sarazenen zu fassen.
Die Schlacht war für Saladin zu diesem Zeitpunkt noch nicht verloren. Bei der Schlacht von Akkon hatte seine Kavallerie einen erfolgreichen Gegenangriff auf die gegnerischen Ritter durchgeführt, als diese sich bei der Verfolgung ihrer fliehenden Feinde zu weit verstreut hatten. Richard aber war sich dieses Risikos bewusst. Wenn die Ritter den Kontakt zu den Verfolgten verloren, ließ er sie anhalten und wieder in geschlossener Linie ordnen. Saladins Gegenangriff stieß so auf einen geordneten Gegenschlag. Dieser Vorgang wiederholte sich ein weiteres Mal, bevor sich Saladins Truppen endgültig in die Wälder von Arsuf zurückzogen.
Die Schlacht endete mit einem klaren Sieg für Richard und sein Kreuzfahrerheer, ihrem ersten bedeutenden Sieg seit der vernichtenden Niederlage in der Schlacht bei Hattin 1187. Saladins Streitmacht hatte in der Schlacht von Arsuf zahlreiche Verluste erlitten, während jene der Gegenseite vergleichsweise gering waren, die zudem mit Jakob von Avesnes lediglich einen einzigen bedeutenden Adligen verloren hatte.

## Folgen
Ihre Niederlage erschütterte die Moral des sarazenischen Heeres empfindlich. Die Legende von Saladins Unbesiegbarkeit war zerstört. Seine Soldaten wagten es fortan nicht mehr, die Kreuzfahrer in offener Feldschlacht anzugreifen, sodass Richards Truppen ungehindert weiter vorrücken konnten. Am 10. September 1191 nahmen sie kampflos Jaffa ein und begannen anschließend mit den Vorbereitungen für den Angriff auf Jerusalem. Allerdings war Saladins Heer nicht vernichtet worden. Dieser sammelte nun seine Truppen in der Gegend um Jerusalem und konzentrierte sich darauf, die Nachschubwege der Kreuzfahrer zu bedrohen. Richard gelang es nicht, Saladins bewegliche Truppen zu einer Entscheidungsschlacht zu stellen, und er wusste, dass es unmöglich wäre, Jerusalem im Falle einer erfolgreichen Eroberung dauerhaft zu halten, solange Saladin mit einem intakten Heer seinen Nachschub abschneiden konnte. So vermochten es Richard und das vereinigte Heer des Dritten Kreuzzugs – trotz der erfolgreichen Abwehr von Saladins Gegenangriff auf Jaffa im Sommer 1192 – nicht, Jerusalem zurückzuerobern.